# خانق ماتكا

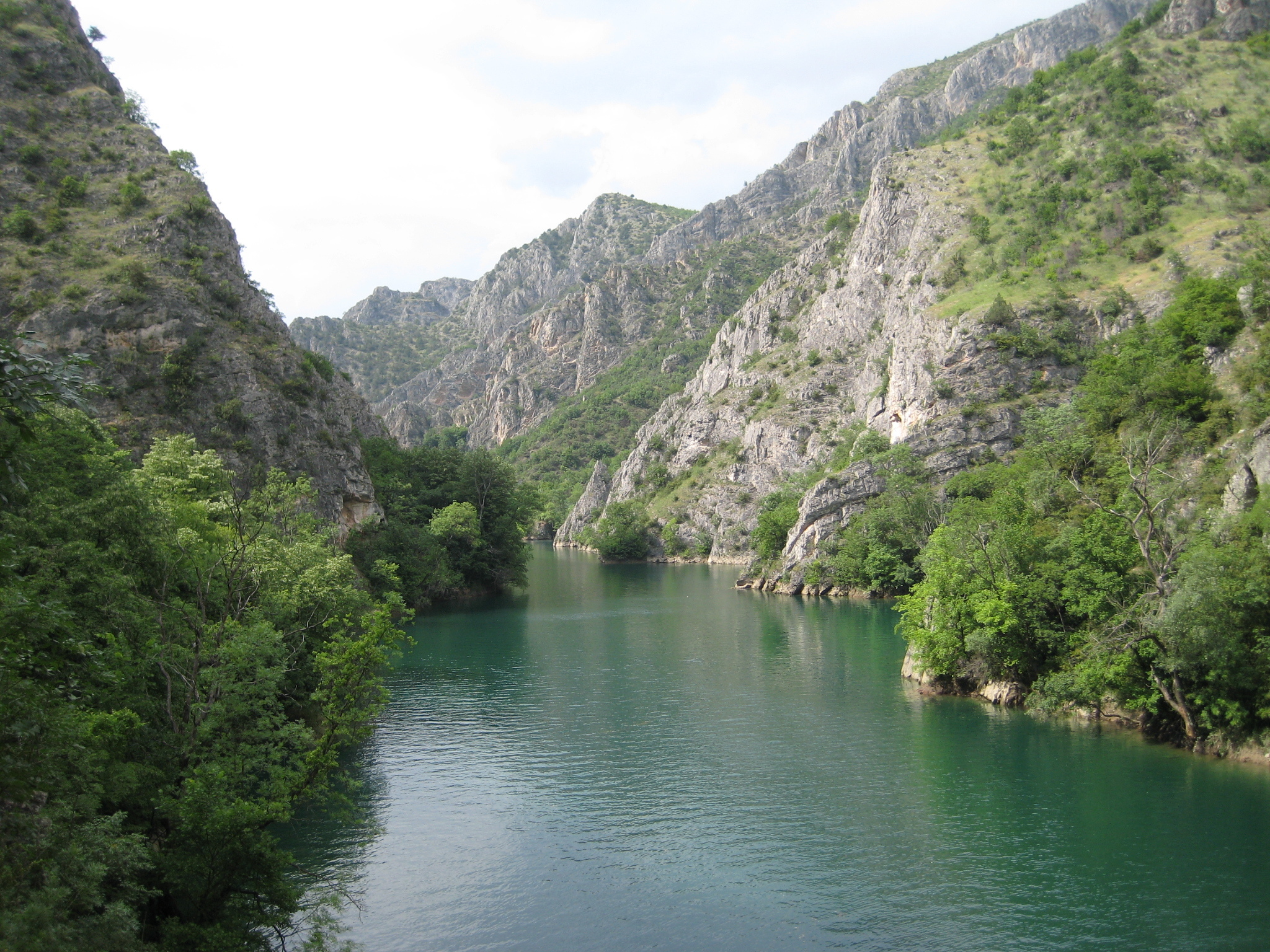
ماتكا كانيون

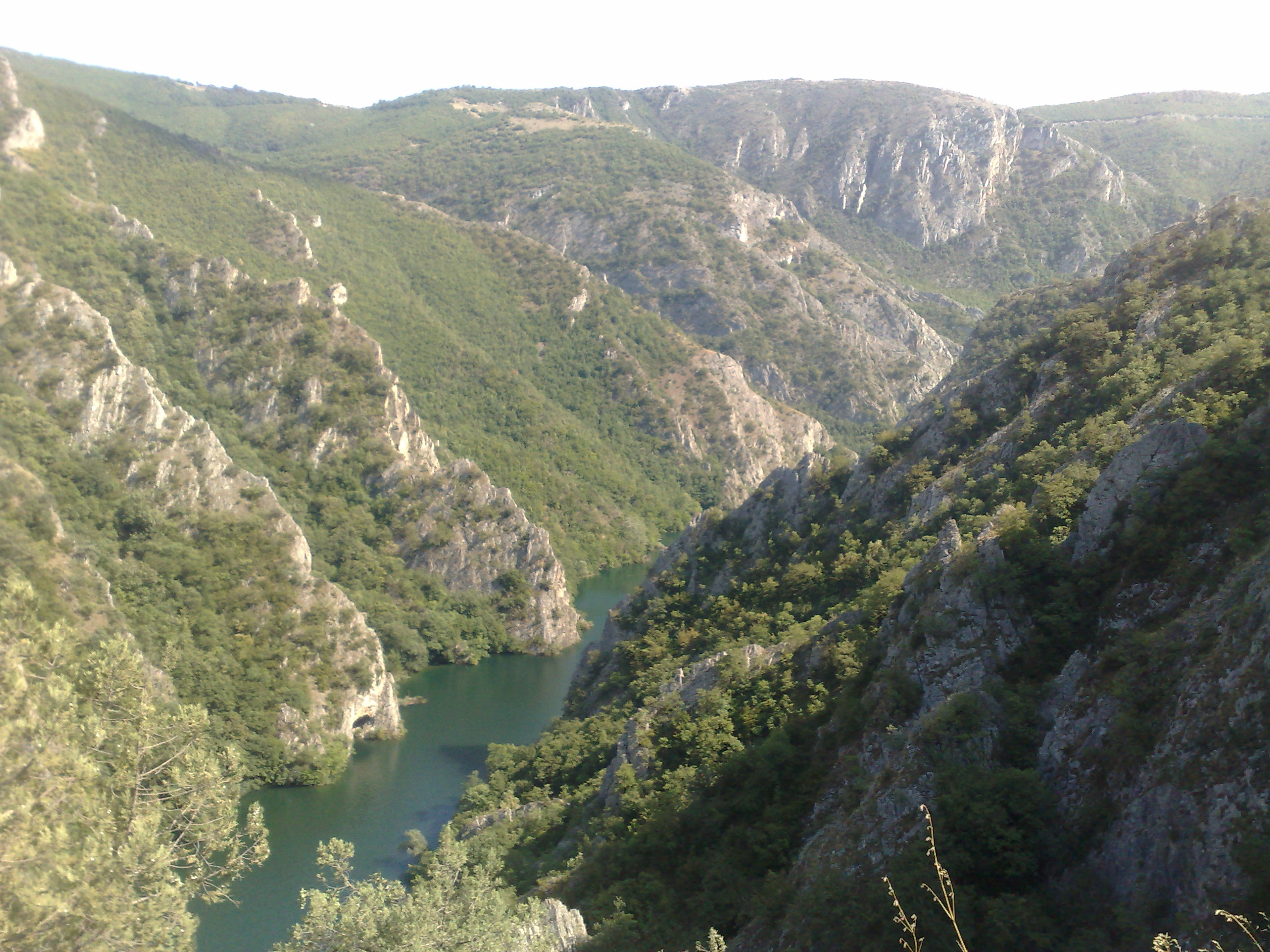
المنظر من فوق

ماتكا (بالمقدونية: Матка ، تعني «الرحم»، بالألبانية: Matkë, Kanioni i Matkës) هو واد يقع غرب وسط سكوبي، مقدونيا الشمالية. تغطي ماتكا ما يقرب من 5000 هكتار، وهو واحد من الوجهات الخارجية الأكثر شعبية في مقدونيا وهو موطن للعديد من الأديرة التي تعود للقرون الوسطى. وتقع بحيرة ماتكا داخل وادي ماتكا هي أقدم بحيرة صناعية في البلاد.

## الجيولوجيا
توجد عشرة كهوف في ماتكا كانيون، يبلغ أقصرها 20 مترًا (65.6 قدمًا) وأطولها 176 مترًا (577.4 قدمًا). يتميز الوادي أيضًا بحفرتين عموديتين، يمتد كلاهما تقريبًا بعمق 35 مترًا (114.8 قدمًا).

### كهف فريلو
يقع كهف فريلو على الضفة اليمنى لنهر تريسكا، وقد أُدرج كواحد من أفضل 77 موقعًا طبيعيًا في العالم في مشروع عجائب الدنيا السبع الطبيعية.
يحتوي كهف فريلو على العديد من الهوابط بما في ذلك واحدة كبيرة في منتصف الكهف تعرف باسم «الصنوبر المخروطي» نظرًا لشكله. توجد بحيرتان في نهاية الكهف، إحداهما أكبر من الأخرى. يبلغ طول البحيرة االصغرى 8 أمتار (26.2 قدمًا) بطول يبلغ 14.92 مترًا (48.9 قدمًا) في العمق عند أعمق نقطة لها. البحيرة الكبرى يبلغ طولها 35 مترًا (114.8 قدمًا) ، و 18 مترًا (59 قدمًا) في أعمق نقطة.
على الرغم من أن العمق الدقيق للكهف غير معروف ، إلا أن البعض يتوقع أنه يمكن أن يكون أعمق كهف تحت الماء في العالم.

## الأحياء
يعد أخدود ماتكا موطنًا لمجموعة متنوعة من النباتات والحيوانات، بعضها فريد من نوعه في المنطقة. ما يقرب من 20 ٪ من الحياة النباتية الموجودة في ماتكا متوطنه ولا توجد إلا هنا. يعد الوادي أيضًا موطنًا لـ 77 نوعًا محليًا من الفراشات. يعد الوادي أيضًا موطنًا لأكثر الثعابين السامة في جنوب أوروبا، وهي الأفعى المقرنة. كهوف الوادي هي موطن لأعداد كبيرة من الخفافيش.